# 春見京平
春見 京平（はるみ きょうへい、1885年（明治18年）6月1日 - 没年不明）は、大日本帝国陸軍軍人。最終階級は陸軍少将。

## 経歴
岐阜県出身。陸軍士官学校第19期卒業。1917年（大正6年）8月、陸軍歩兵大尉に進級し、1923年（大正12年）9月時点で陸軍兵器本廠兼陸軍省人事局課員の任にあった。1924年（大正13年）3月、陸軍歩兵少佐に進級し、9月時点で陸軍兵器本廠附を免ぜられ、1925年（大正14年）9月時点で陸軍技術本部附を兼ねた。1928年（昭和3年）3月、歩兵第68連隊大隊長に就任し、1929年（昭和4年）8月、陸軍歩兵中佐進級と同時に歩兵第68連隊附に移り、1931年（昭和6年）8月に朝鮮軍副官に着任した。
1933年（昭和8年）3月、独立守備歩兵第6大隊長（関東軍・独立守備隊）に就任し、鞍山に位置した。1934年（昭和9年）8月、陸軍歩兵大佐進級と同時に甲府連隊区司令官に着任し、1936年（昭和11年）3月に歩兵第28連隊長（第7師団・歩兵第14旅団）に転じた。1933年（昭和13年）1月20日に第7師団司令部附となり、3月1日に陸軍少将進級と同時に待命、3月25日に予備役に編入された。
1942年（昭和17年）1月、大政翼賛会名古屋市支部常務委員兼組織部長に任命された。

## 栄典
勲章等
- 1940年（昭和15年）8月15日 - 紀元二千六百年祝典記念章[16]